# Campionat d'Europa de futbol 2004
El Campionat d'Europa de futbol 2004, conegut popularment com a Eurocopa 2004, va tenir lloc a Portugal entre el 12 de juny i el 4 de juliol del 2004. L'Eurocopa de Futbol és una competició que té lloc cada quatre anys entre les seleccions nacionals organitzada per la UEFA, l'entitat que regula el futbol a Europa. Va ser la primera vegada que la competició tenia lloc a Portugal.
La fase prèvia de l'Eurocopa 2004 va tenir lloc des del mes de setembre de l'any 2002 fins al mes de novembre de l'any 2003. Cinquanta equips van ser dividits en deu grups i cada equip va jugar dos partits contra els altres equips del mateix grup (anada i tornada). Els equips guanyadors automàticament es classificaven per l'Eurocopa 2004 i els segons de cada grup participaven en una eliminatòria per decidir-ne cinc més. Tots aquests junts amb l'equip amfitrió Portugal, que no necessità passar el procés de classificació (com de costum), fan els 16 equips que en prengueren part.
La final es va jugar el 4 de juliol, i va ser gairebé una repetició del partit inaugural: l'amfitriona Portugal contra Grècia. Grècia va guanyar 1-0 amb un únic gol de corner fet de cap per Ànguelos Kharisteas al minut 57. L'èxit de Grècia, que mai havia guanyat cap partit en les seves anteriors aparicions a les fases finals, va ser totalment inesperat.

## Països participants

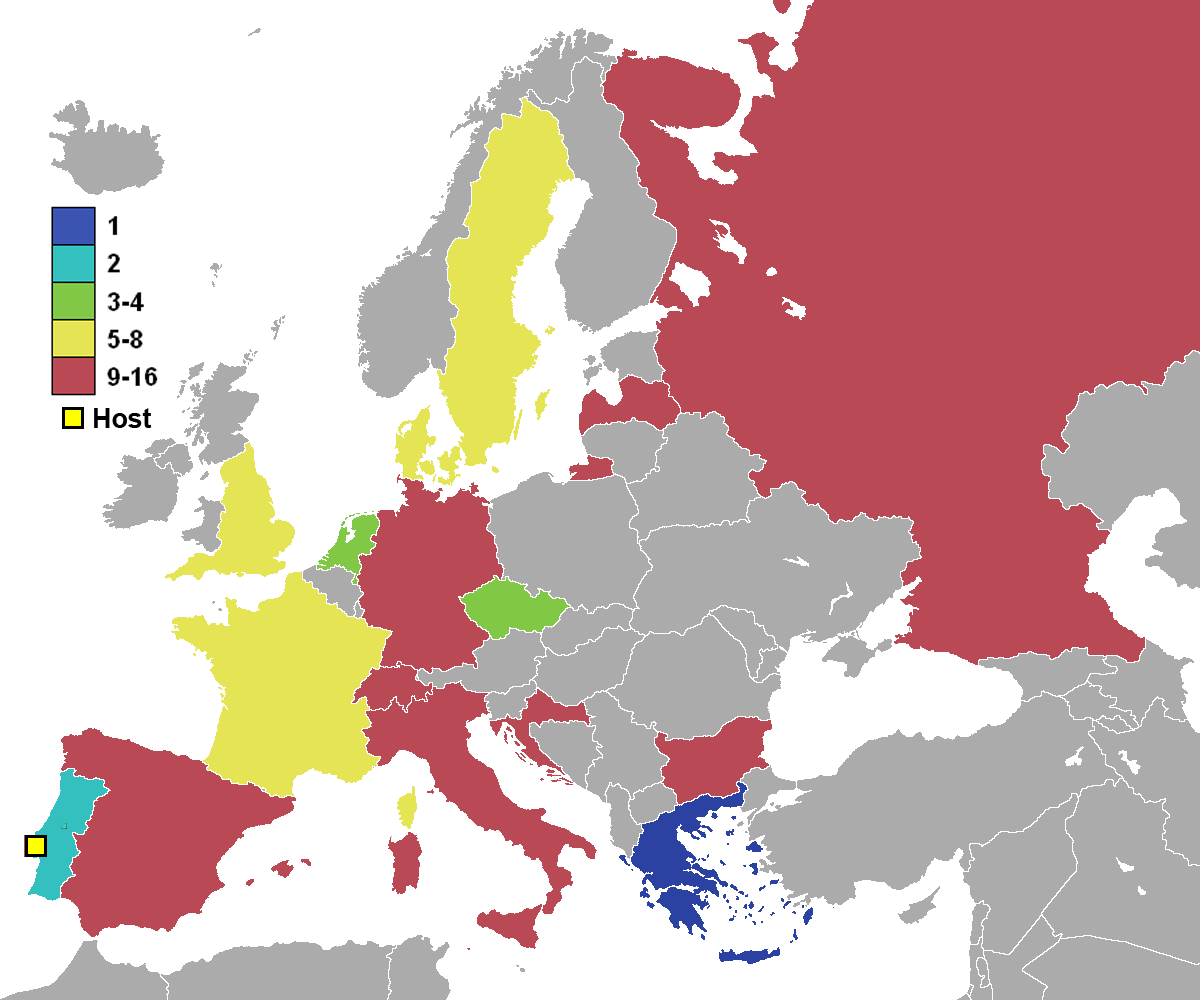
Finalistes de la UEFA Euro 2004.

Vegeu la fase de classificació en: Classificació per a l'Eurocopa 2004.
| Equips participants | Equips participants | Equips participants | Equips participants |
| ------------------- | ------------------- | ------------------- | ------------------- |
| Alemanya            | Espanya             | Itàlia              | República Txeca     |
| Bulgària            | França              | Letònia             | Rússia              |
| Croàcia             | Grècia              | Països Baixos       | Suècia              |
| Dinamarca           | Anglaterra          | Portugal            | Suïssa              |

## Seus
| Ciutat     | Estadi                       | Capacitat |
| ---------- | ---------------------------- | --------- |
| Aveiro     | Estádio Municipal de Aveiro  | 30.127    |
| Braga      | Estádio Municipal de Braga   | 30.359    |
| Coïmbra    | Estádio Cidade de Coimbra    | 30.000    |
| Faro-Loulé | Estádio Algarve              | 30.305    |
| Guimarães  | Estádio D. Afonso Henriques  | 30.000    |
| Leiria     | Estádio Dr. Magalhães Pessoa | 30.000    |
| Lisboa     | Estádio da Luz               | 65.400    |
| Lisboa     | Estádio José Alvalade        | 52.000    |
| Porto      | Estádio do Bessa             | 28.263    |
| Porto      | Estádio do Dragão            | 52.000    |

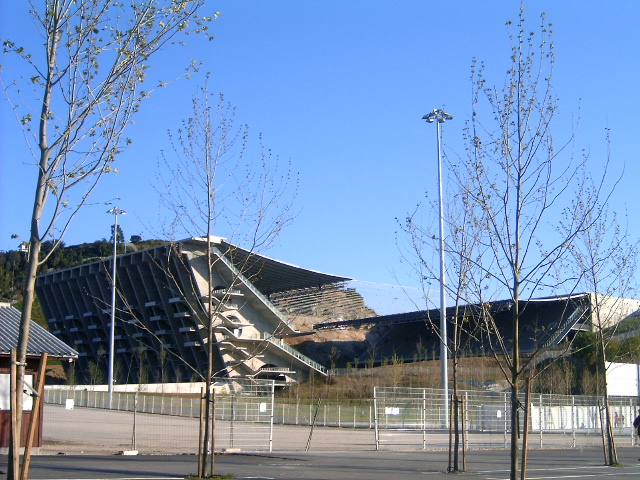
Estadi Municipal de Braga
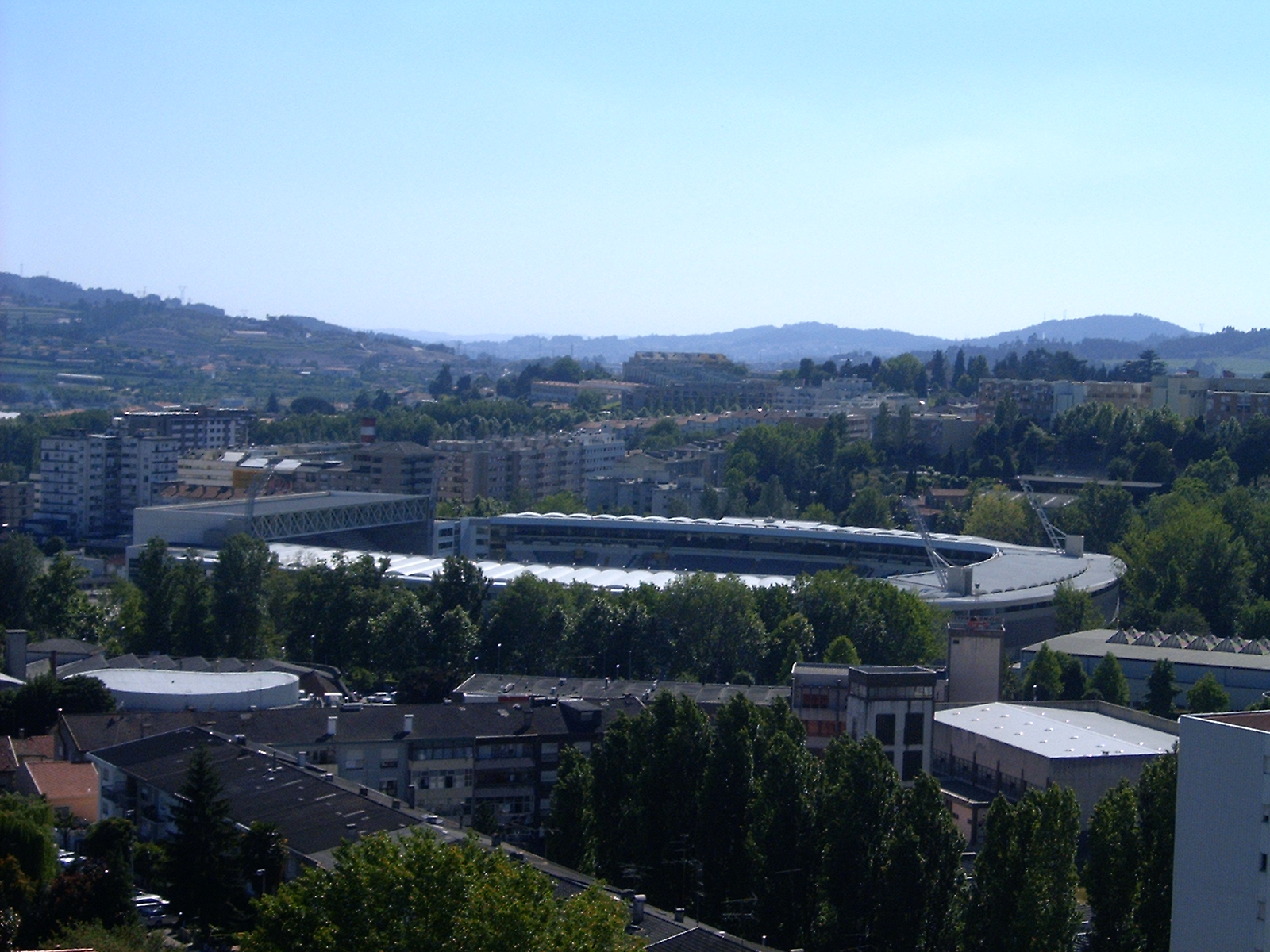
Estadi Municipal de Guimarães
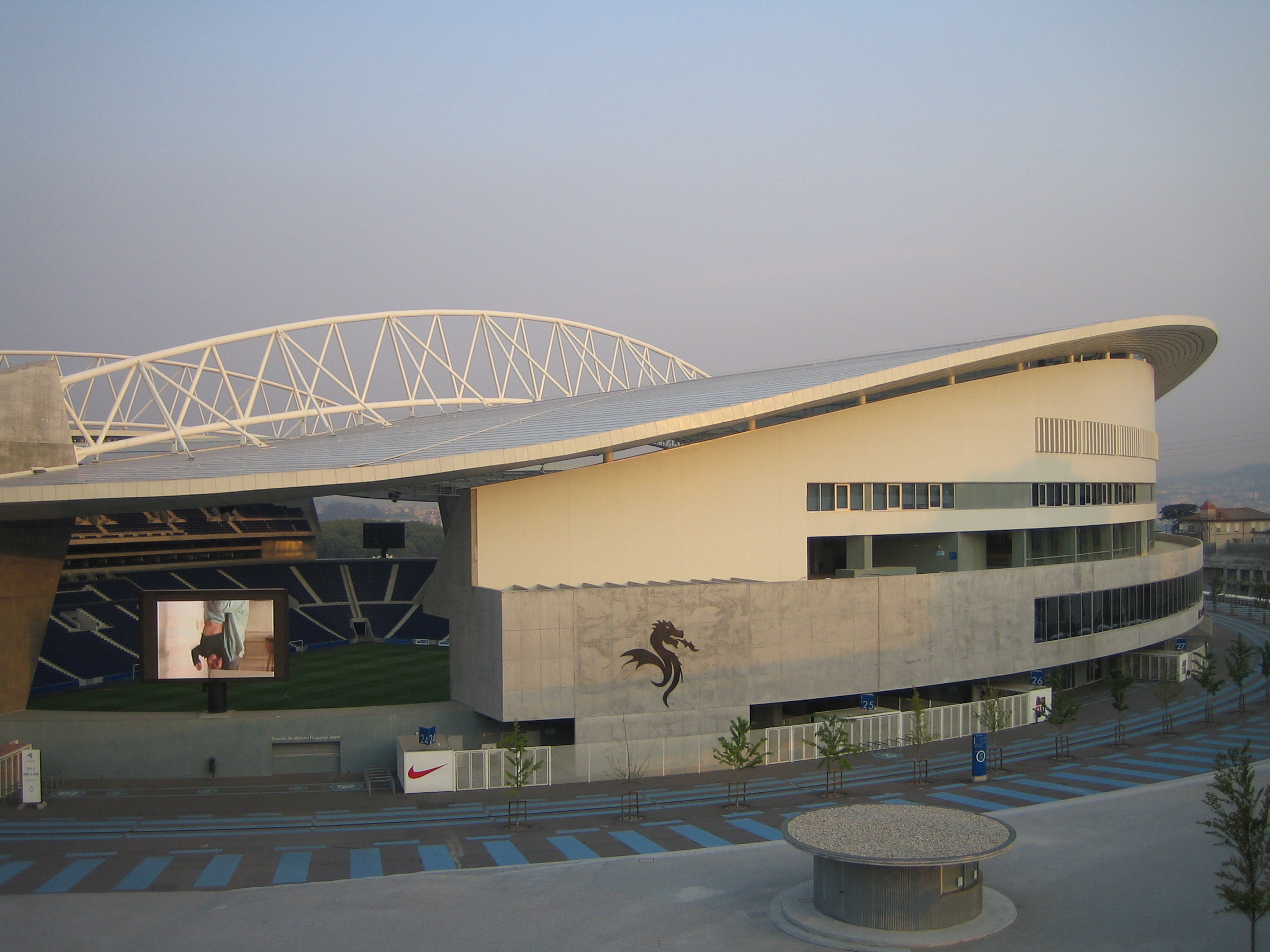
Estadi do Dragão
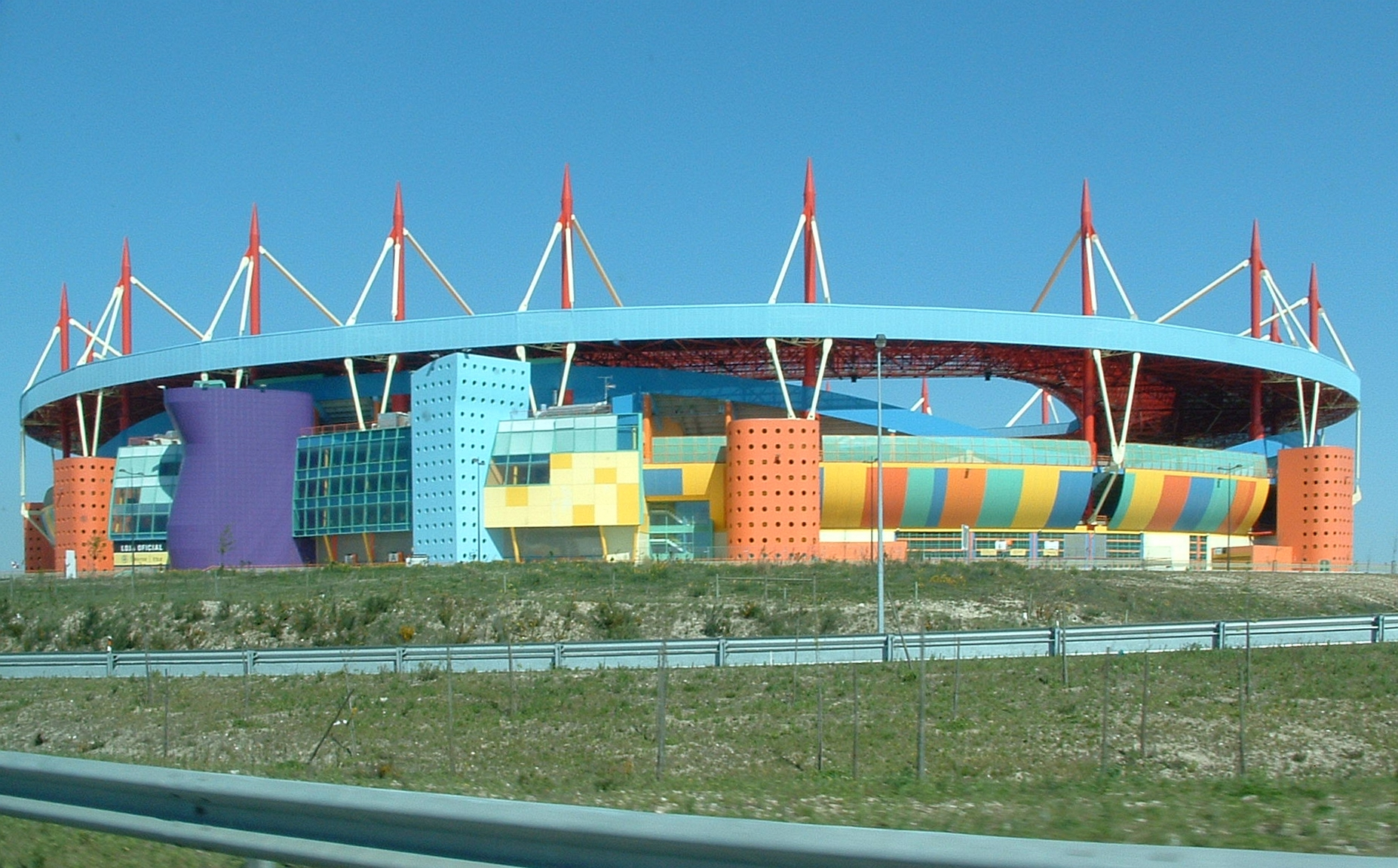
Estadi Municipal d'Aveiro
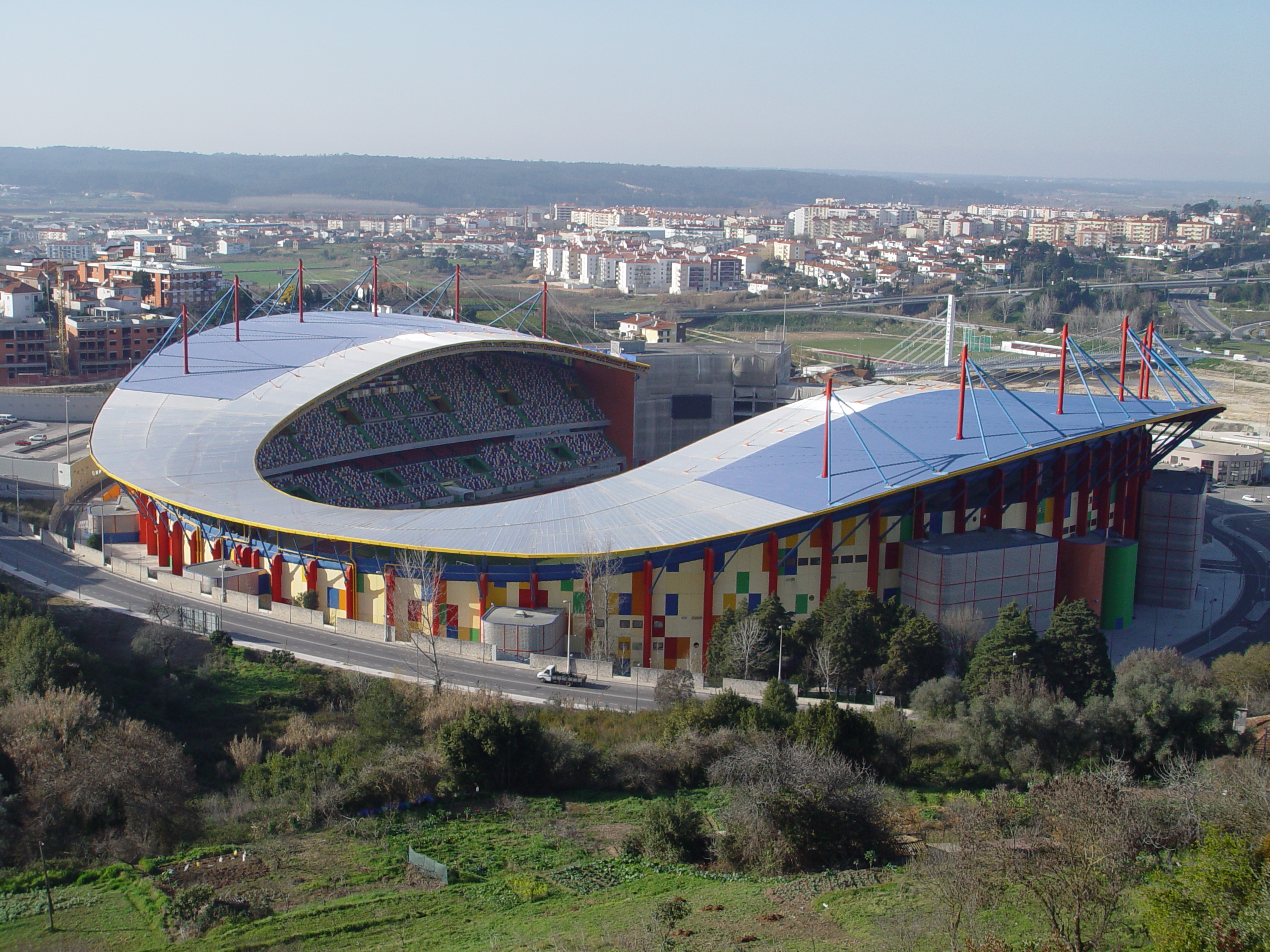
Estadi Dr. Magalhães Pessoa
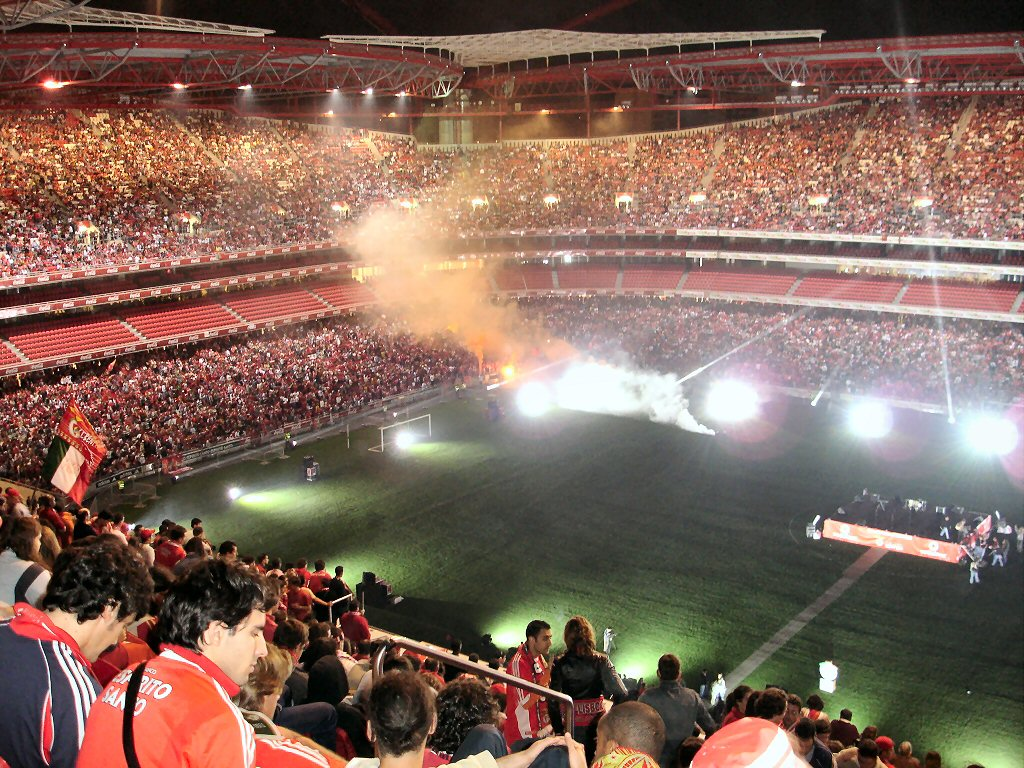
Estadi da Luz
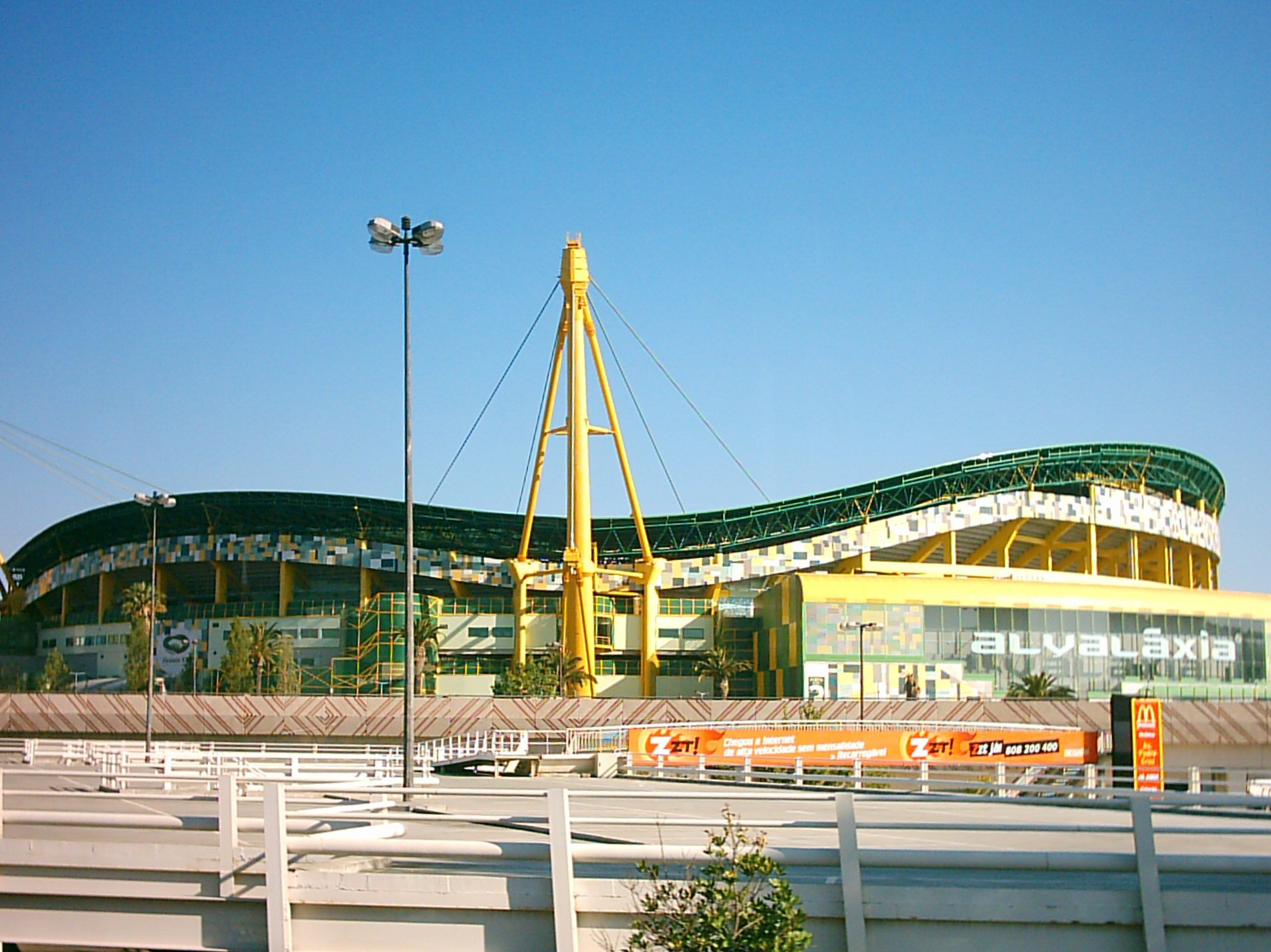
Estadi José Alvalade XXI
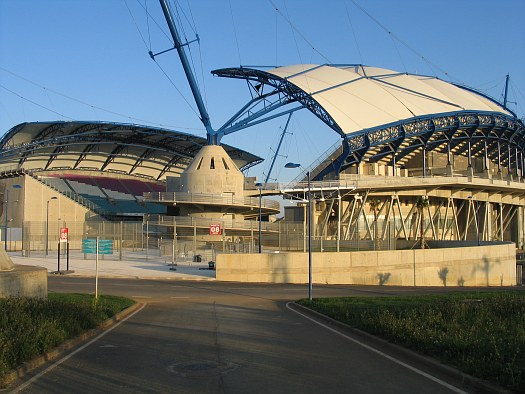
Estadi do Algarve

## Primera fase
Tots els horaris es presenten en hora local (GMT).

### Grup A
| Equip    | Pts | PJ | PG | PE | PP | GF | GC |
| -------- | --- | -- | -- | -- | -- | -- | -- |
| Portugal | 6   | 3  | 2  | 0  | 1  | 4  | 2  |
| Grècia   | 4   | 3  | 1  | 1  | 1  | 4  | 4  |
| Espanya  | 4   | 3  | 1  | 1  | 1  | 2  | 2  |
| Rússia   | 3   | 3  | 1  | 0  | 2  | 2  | 4  |

| Portugal          | 1:2 (0:1) | Grècia                       |
| ----------------- | --------- | ---------------------------- |
| C. Ronaldo 90'+3' |           | Karagounis 7' Basinàs 51'(p) |

 Estádio do Dragão, Porto 

Assistència: 48.761
Àrbitre: Pierlugi Collina (Itàlia)        
| Espanya     | 1:0 (0:0) | Rússia |
| ----------- | --------- | ------ |
| Valerón 60' |           |        |

 Estádio Algarve, Faro-Loulé 

Assistència: 28.182
Àrbitre: Urs Maier (Suïssa)        
| Grècia         | 1:1 (0:1) | Espanya       |
| -------------- | --------- | ------------- |
| Kharisteas 66' |           | Morientes 28' |

 Estádio do Bessa XXI, Porto 

Assistència: 25.444
Àrbitre: Luboš Michel (Eslovàquia)        
| Rússia | 0:2 (0:1) | Portugal                 |
| ------ | --------- | ------------------------ |
|        |           | Maniche 7' Rui Costa 89' |

 Estádio da Luz, Lisboa 

Assistència: 59.273
Àrbitre: Terje Hauge (Noruega)        
| Espanya | 0:1 (0:0) | Portugal       |
| ------- | --------- | -------------- |
|         |           | Nuno Gomes 57' |

 Estádio José Alvalade, Lisboa 

Assistència: 47.491
Àrbitre: Anders Frisk (Suècia)        
| Rússia                    | 2:1 (2:1) | Grècia     |
| ------------------------- | --------- | ---------- |
| Kiritxenko 2' Búlikin 17' |           | Vrizas 43' |

 Estádio Algarve, Faro-Loulé 

Assistència: 24.347
Àrbitre: Gilles Veissière (França)        

### Grup B
| Equip      | Pts | PJ | PG | PE | PP | GF | GC |
| ---------- | --- | -- | -- | -- | -- | -- | -- |
| França     | 7   | 3  | 2  | 1  | 0  | 7  | 4  |
| Anglaterra | 6   | 3  | 2  | 0  | 1  | 8  | 4  |
| Croàcia    | 2   | 3  | 0  | 2  | 1  | 4  | 6  |
| Suïssa     | 1   | 3  | 0  | 1  | 2  | 1  | 6  |

| Suïssa | 0:0 | Croàcia |
| ------ | --- | ------- |
|        |     |         |

 Estádio Dr. Magalhães Pessoa, Leiria 

Assistència: 24.090
Àrbitre: Lucílio Batista (Portugal)        
| França                   | 2:1 (0:1) | Anglaterra  |
| ------------------------ | --------- | ----------- |
| Zidane 90'+1', 90'+3'(p) |           | Lampard 38' |

 Estádio da Luz, Lisboa 

Assistència: 62.487
Àrbitre: Markus Merk (Alemanya)        
| Anglaterra                  | 3:0 (1:0) | Suïssa |
| --------------------------- | --------- | ------ |
| Rooney 23', 75' Gerrard 82' |           |        |

 Estádio Cidade de Coimbra, Coïmbra 

Assistència: 28.214
Àrbitre: Valentin Ivanov (Rússia)        
| Croàcia                | 2:2 (0:1) | França                      |
| ---------------------- | --------- | --------------------------- |
| Rapaić 48'(p) Pršo 52' |           | Tudor 22'(pp) Trézéguet 64' |

 Estádio Dr. Magalhães Pessoa, Leiria 

Assistència: 29.160
Àrbitre: Kim Milton Nielsen (Dinamarca)        
| Croàcia                 | 2:4 (1:2) | Anglaterra                                 |
| ----------------------- | --------- | ------------------------------------------ |
| Novač 5' Igor Tudor 73' |           | Scholes 40' Rooney 45'+1', 68' Lampard 79' |

 Estádio da Luz, Lisboa 

Assistència: 57.047
Àrbitre: Pierlugi Collina (Itàlia)        
| Suïssa        | 1:3 (1:1) | França                    |
| ------------- | --------- | ------------------------- |
| Vonlanthen 2' |           | Zidane 43' Henry 76', 84' |

 Estádio Cidade de Coimbra, Coïmbra 

Assistència: 28.111
Àrbitre: Luboš Michel (Eslovàquia)        

### Grup C
| Equip     | Pts | PJ | PG | PE | PP | GF | GC |
| --------- | --- | -- | -- | -- | -- | -- | -- |
| Suècia    | 5   | 3  | 1  | 2  | 0  | 8  | 3  |
| Dinamarca | 5   | 3  | 1  | 2  | 0  | 4  | 2  |
| Itàlia    | 5   | 3  | 1  | 2  | 0  | 3  | 2  |
| Bulgària  | 0   | 3  | 0  | 0  | 3  | 1  | 9  |

| Dinamarca | 0:0 | Itàlia |
| --------- | --- | ------ |
|           |     |        |

 Estádio D. Alfonso Henriques, Guimarães 

Assistència: 29.595
Àrbitre: Manuel Mejuto González (Espanya)        
| Suècia                                                           | 5:0 (1:0) | Bulgària |
| ---------------------------------------------------------------- | --------- | -------- |
| Ljungberg 32' Larsson 57', 58' Ibrahimović 78'(p) Allbäck 90'+1' |           |          |

 Estádio José Alvalade, Lisboa 

Assistència: 31.652
Àrbitre: Michael Riley (Anglaterra)        
| Bulgària | 0:2 (0:2) | Dinamarca                    |
| -------- | --------- | ---------------------------- |
|          |           | Tomasson 44' Grønkjær 90'+2' |

 Estádio Municipal, Braga 

Assistència: 24.131
Àrbitre: Lucílio Batista (Portugal)        
| Itàlia      | 1:1 (1:0) | Suècia          |
| ----------- | --------- | --------------- |
| Cassano 37' |           | Ibrahimović 85' |

 Estádio do Dragão, Porto 

Assistència: 44.926
Àrbitre: Urs Meier (Suïssa)        
| Itàlia                      | 2:1 (0:1) | Bulgària      |
| --------------------------- | --------- | ------------- |
| Perrotta 48' Cassano 90'+4' |           | Petrov 45'(p) |

 Estádio D. Alfonso Henriques, Guimarães 

Assistència: 16.002
Àrbitre: Valentin Ivanov (Rússia)        
| Dinamarca         | 2:2 (0:1) | Suècia                    |
| ----------------- | --------- | ------------------------- |
| Tomasson 28', 66' |           | Larsson 47'(p) Jonson 89' |

 Estádio do Bessa XXI, Porto 

Assistència: 26.115
Àrbitre: Markus Merk (Alemanya)        

### Grup D
| Equip           | Pts | PJ | PG | PE | PP | GF | GC |
| --------------- | --- | -- | -- | -- | -- | -- | -- |
| República Txeca | 9   | 3  | 3  | 0  | 0  | 7  | 4  |
| Països Baixos   | 4   | 3  | 1  | 1  | 1  | 6  | 4  |
| Alemanya        | 2   | 3  | 0  | 2  | 1  | 2  | 3  |
| Letònia         | 1   | 3  | 0  | 1  | 2  | 1  | 5  |

| República Txeca     | 2:1 (0:1) | Letònia             |
| ------------------- | --------- | ------------------- |
| Baroš 73' Heinz 85' |           | Verpakovskis 45'+1' |

 Estádio Municipal, Aveiro 

Assistència: 48.197
Àrbitre: Gilles Veissière (França)        
| Alemanya   | 1:1 (1:0) | Països Baixos      |
| ---------- | --------- | ------------------ |
| Frings 30' |           | van Nistelrooy 81' |

 Estádio do Dragão, Porto 

Assistència: 21.744
Àrbitre: Ander Frisk (Suècia)        
| Letònia | 0:0 | Alemanya |
| ------- | --- | -------- |
|         |     |          |

 Estádio do Bessa XXI, Porto 

Assistència: 22.344
Àrbitre: Michael Riley (Anglaterra)        
| Països Baixos               | 2:3 (2:1) | República Txeca                 |
| --------------------------- | --------- | ------------------------------- |
| Bouma 4' van Nistelrooy 19' |           | Koller 23' Baroš 71' Šmicer 88' |

 Estádio Municipal, Aveiro 

Assistència: 29.935
Àrbitre: Manuel Mejuto González (Espanya)        
| Alemanya    | 1:2 (1:1) | República Txeca     |
| ----------- | --------- | ------------------- |
| Ballack 21' |           | Heinz 30' Baroš 77' |

 Estádio José Alvalade, Lisboa 

Assistència: 46.849
Àrbitre: Terje Hauge (Noruega)        
| Països Baixos                         | 3:0 (2:0) | Letònia |
| ------------------------------------- | --------- | ------- |
| van Nistelrooy 27'(p), 35' Makaay 84' |           |         |

 Estádio Municipal, Braga 

Assistència: 27.904
Àrbitre: Kim Milton Nielsen (Dinamarca)        

## Fase final
|  | Quarts de final                            | Quarts de final                        |                                            |   | Semifinals | Semifinals |  |  | Final | Final |
|  |                                            |                                        |                                            |   |            |            |  |  |       |       |
|  | 24 de juny - Estádio da Luz, Lisboa        |                                        |                                            |   |            |            |  |  |       |       |
|  |                                            |                                        |                                            |   |            |            |  |  |       |       |
|  | Portugal                                   | 2                                      |                                            |   |            |            |  |  |       |       |
|  | Portugal                                   | 2                                      | 30 de juny - Estádio José Alvalade, Lisboa |   |            |            |  |  |       |       |
|  | Anglaterra                                 | 2                                      |                                            |   |            |            |  |  |       |       |
|  | Anglaterra                                 | 2                                      | Portugal                                   | 2 |            |            |  |  |       |       |
|  | 26 de juny - Estádio Algarve, Faro-Loulé   |                                        | Portugal                                   | 2 |            |            |  |  |       |       |
|  |                                            | Països Baixos                          | 1                                          |   |            |            |  |  |       |       |
|  | Suècia                                     | Països Baixos                          | 1                                          | 0 |            |            |  |  |       |       |
|  | Suècia                                     |                                        | 4 de juliol - Estádio da Luz, Lisboa       | 0 |            |            |  |  |       |       |
|  | Països Baixos                              | 0                                      |                                            |   |            |            |  |  |       |       |
|  | Països Baixos                              | 0                                      | Grècia                                     | 1 |            |            |  |  |       |       |
|  | 25 de juny - Estádio José Alvalade, Lisboa |                                        | Grècia                                     | 1 |            |            |  |  |       |       |
|  |                                            | Portugal                               | 0                                          |   |            |            |  |  |       |       |
|  | França                                     | Portugal                               | 0                                          | 0 |            |            |  |  |       |       |
|  | França                                     | 1 de juliol - Estádio do Dragão, Porto |                                            | 0 |            |            |  |  |       |       |
|  | Grècia                                     | 1                                      |                                            |   |            |            |  |  |       |       |
|  | Grècia                                     | 1                                      | Grècia                                     | 1 |            |            |  |  |       |       |
|  | 27 de juny - Estádio do Dragão, Porto      |                                        | Grècia                                     | 1 |            |            |  |  |       |       |
|  |                                            | República Txeca                        | 0                                          |   |            |            |  |  |       |       |
|  | República Txeca                            | República Txeca                        | 0                                          | 3 |            |            |  |  |       |       |
|  | República Txeca                            |                                        |                                            | 3 |            |            |  |  |       |       |
|  | Dinamarca                                  | 0                                      |                                            |   |            |            |  |  |       |       |
|  | Dinamarca                                  | 0                                      |                                            |   |            |            |  |  |       |       |

### Quarts de Final
| Portugal                   | 2:2 (2:2, 1:1, 0:1) | Anglaterra           |
| -------------------------- | ------------------- | -------------------- |
| Postiga 83' Rui Costa 110' |                     | Owen 3' Lampard 115' |

 Estádio da Luz, Lisboa 
Àrbitre: Urs Meier (Suïssa)
Assistència: 62.564        
|                                                                  |     | Penals                                                         |  |
| Deco · Simão · Rui Costa · Ronaldo · Maniche · Postiga · Ricardo | 6–5 | Beckham · Owen · Lampard · Terry · Hargreaves · Cole · Vassell |  |

| França | 0:1 (0:0) | Grècia         |
| ------ | --------- | -------------- |
|        |           | Kharisteas 65' |

 Estádio José Alvalade, Lisboa 
Àrbitre: Anders Frisk (Suècia)
Assistència: 45.390        
| Suècia | 0:0 | Països Baixos |
| ------ | --- | ------------- |
|        |     |               |

 Estádio Algarve, Faro-Loulé 
Àrbitre: Luboš Michel (Eslovàquia)
Assistència: 27.762        
|                                                                        |       | Penals                                                         |  |
| Källström · Larsson · Ibrahimović · Ljungberg · Wilhelmsson · Mellberg | 4 – 5 | van Nistelrooij · Heitinga · Reiziger · Cocu · Makaay · Robben |  |

| República Txeca           | 3:0 (0:0) | Dinamarca |
| ------------------------- | --------- | --------- |
| Koller 49' Baroš 63', 65' |           |           |

 Estádio do Dragão, Porto 
Àrbitre: Velentin Ivanov (Rússia)
Assistència: 41.092        

### Semifinals
| Portugal                   | 2:1 (1:0) | Països Baixos         |
| -------------------------- | --------- | --------------------- |
| C. Ronaldo 26' Maniche 58' |           | Jorge Andrade 63'(pp) |

 Estádio José Alvalade, Lisboa 
Àrbitre: Anders Frisk (Suècia)
Assistència: 46.679        
| Grècia          | 1:0 (0:0, 0:0) | República Txeca |
| --------------- | -------------- | --------------- |
| Del·las 105'+1' |                |                 |

 Estádio do Dragão, Porto 
Àrbitre: Pierluigi Collina (Itàlia)
Assistència: 42.449        

### Final
| Portugal | 0:1 (0:0) | Grècia                  |
| -------- | --------- | ----------------------- |
|          |           | Ànguelos Kharisteas 57' |

 Estádio da Luz, Lisboa 
Àrbitre: Markus Merk (Alemanya)
Assistència: 62.865        
| PORTUGAL                                                                                | GRÈCIA                                                                              |
| --------------------------------------------------------------------------------------- | ----------------------------------------------------------------------------------- |
| 1 Ricardo Pereira                                                                       | 1 Andonis Nikopolidis                                                               |
| 13 Miguel                                                                               | 2 Giurkas Sitaridis                                                                 |
| 16 Ricardo Carvalho                                                                     | 19 Michalis Kapsis                                                                  |
| 4 Jorge Andrade                                                                         | 5 Traianós Del·las                                                                  |
| 14 Nuno Valente                                                                         | 14 Takis Fyssas                                                                     |
| 6 Costinha                                                                              | 8 Stelios Giannakopoulos                                                            |
| 18 Maniche                                                                              | 7 Theódoros Zagorakis                                                               |
| 20 Deco                                                                                 | 6 Angelos Basinas                                                                   |
| 7 Luís Figo                                                                             | 20 Ioannis Amanatidis                                                               |
| 17 Cristiano Ronaldo                                                                    | 15 Zisis Vryzas                                                                     |
| 9 Pedro Pauleta                                                                         | 9 Ànguelos Kharisteas                                                               |
| DT Luiz Felipe Scolari                                                                  | DT Otto Rehhagel                                                                    |
| Canvis Paulo Ferreira (Miguel, 43') Rui Costa (Costinha, 60') Nuno Gomes (Pauleta, 74') | Canvis Stylianos Venetidis (Giannakópulos, 76') Dimitris Papadopoulos (Vrizas, 81') |
| Sancionats Costinha (11')                                                               | Sancionats Bassinas (45') Seitaridis (62') Fyssas (66') Papadópulos (85')           |

|  | Campió: GRÈCIA Primer títol |

## Estadístiques finals
| Equip | Equip           | Pts | PJ | PG | PE | PP | GF | GC | Dif | %     |
| ----- | --------------- | --- | -- | -- | -- | -- | -- | -- | --- | ----- |
| 1     | Grècia          | 13  | 6  | 4  | 1  | 1  | 7  | 4  | +3  | 72,2% |
| 2     | Portugal        | 10  | 6  | 3  | 1  | 2  | 8  | 7  | +1  | 55,6% |
| 3     | República Txeca | 12  | 5  | 4  | 0  | 1  | 10 | 5  | +5  | 80%   |
| 4     | Països Baixos   | 5   | 5  | 1  | 2  | 2  | 7  | 6  | +1  | 33,3% |
| 5     | Anglaterra      | 7   | 4  | 2  | 1  | 1  | 10 | 6  | +4  | 58,3% |
| 6     | França          | 7   | 4  | 2  | 1  | 1  | 7  | 5  | +2  | 58,3% |
| 7     | Suècia          | 6   | 4  | 1  | 3  | 0  | 8  | 3  | +5  | 50%   |
| 8     | Dinamarca       | 5   | 4  | 1  | 2  | 1  | 4  | 5  | -1  | 41,7% |
| 9     | Itàlia          | 5   | 3  | 1  | 2  | 0  | 3  | 2  | 1   | 55,6% |
| 10    | Espanya         | 4   | 3  | 1  | 1  | 1  | 2  | 2  | 0   | 44,4% |
| 11    | Rússia          | 3   | 3  | 1  | 0  | 2  | 2  | 4  | -2  | 33,3% |
| 12    | Alemanya        | 2   | 3  | 0  | 2  | 1  | 2  | 3  | -1  | 22,2% |
| 13    | Croàcia         | 2   | 3  | 0  | 2  | 1  | 4  | 6  | -2  | 22,2% |
| 13    | Letònia         | 1   | 3  | 0  | 1  | 2  | 1  | 4  | -3  | 11,1% |
| 15    | Suïssa          | 1   | 3  | 0  | 1  | 2  | 1  | 5  | -4  | 11,1% |
| 16    | Bulgària        | 0   | 3  | 0  | 0  | 3  | 1  | 9  | -8  | 0,0%  |

## Golejadors
| Jugador             | Selecció        | Gols |
| ------------------- | --------------- | ---- |
| Milan Baroš         | República Txeca | 5    |
| Ruud van Nistelrooy | Països Baixos   | 4    |
| Wayne Rooney        | Anglaterra      | 4    |
| Ànguelos Kharisteas | Grècia          | 3    |
| Frank Lampard       | Anglaterra      | 3    |
| Henrik Larsson      | Suècia          | 3    |
| Jon Dahl Tomasson   | Dinamarca       | 3    |
| Zinédine Zidane     | França          | 3    |

## Equip ideal UEFA All-Star
| Porters             | Defenses            | Migcampistas        | Davanters           |
| ------------------- | ------------------- | ------------------- | ------------------- |
| Petr Čech           | Sol Campbell        | Michael Ballack     | Milan Baroš         |
| Andonis Nikopolidis | Ashley Cole         | Luis Figo           | Ànguelos Kharisteas |
|                     | Traianós Del·las    | Frank Lampard       | Henrik Larsson      |
|                     | Olof Mellberg       | Maniche             | Cristiano Ronaldo   |
|                     | Ricardo Carvalho    | Pavel Nedvěd        | Wayne Rooney        |
|                     | Georgios Seitaridis | Theódoros Zagorakis | Jon Dahl Tomasson   |
|                     | Gianluca Zambrotta  | Zinédine Zidane     | Ruud van Nistelrooy |